# Imparaticcio

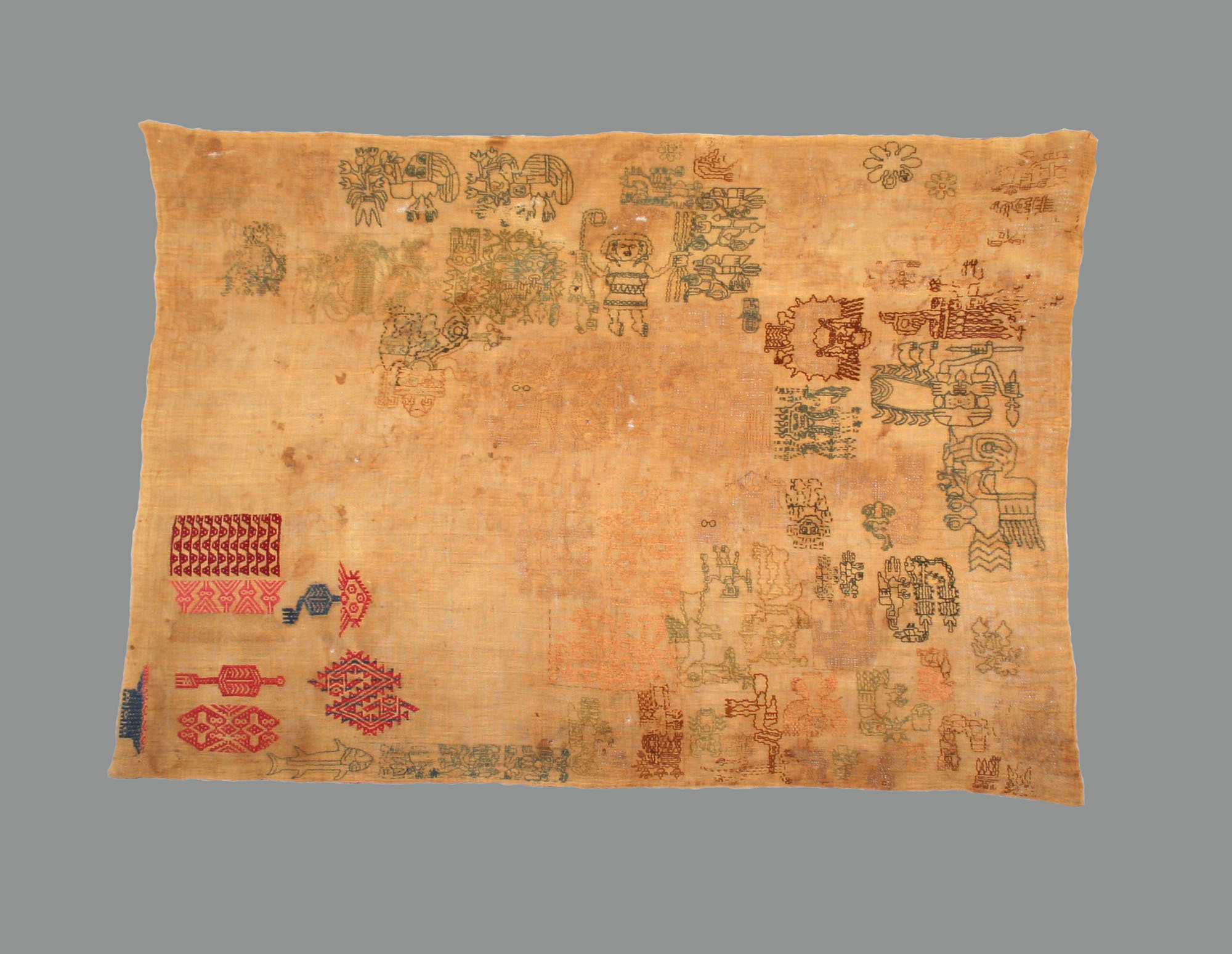
Il Nasca Sample, uno dei più antichi esempi di imparaticcio

Un imparaticco del Marocco del XIX secolo

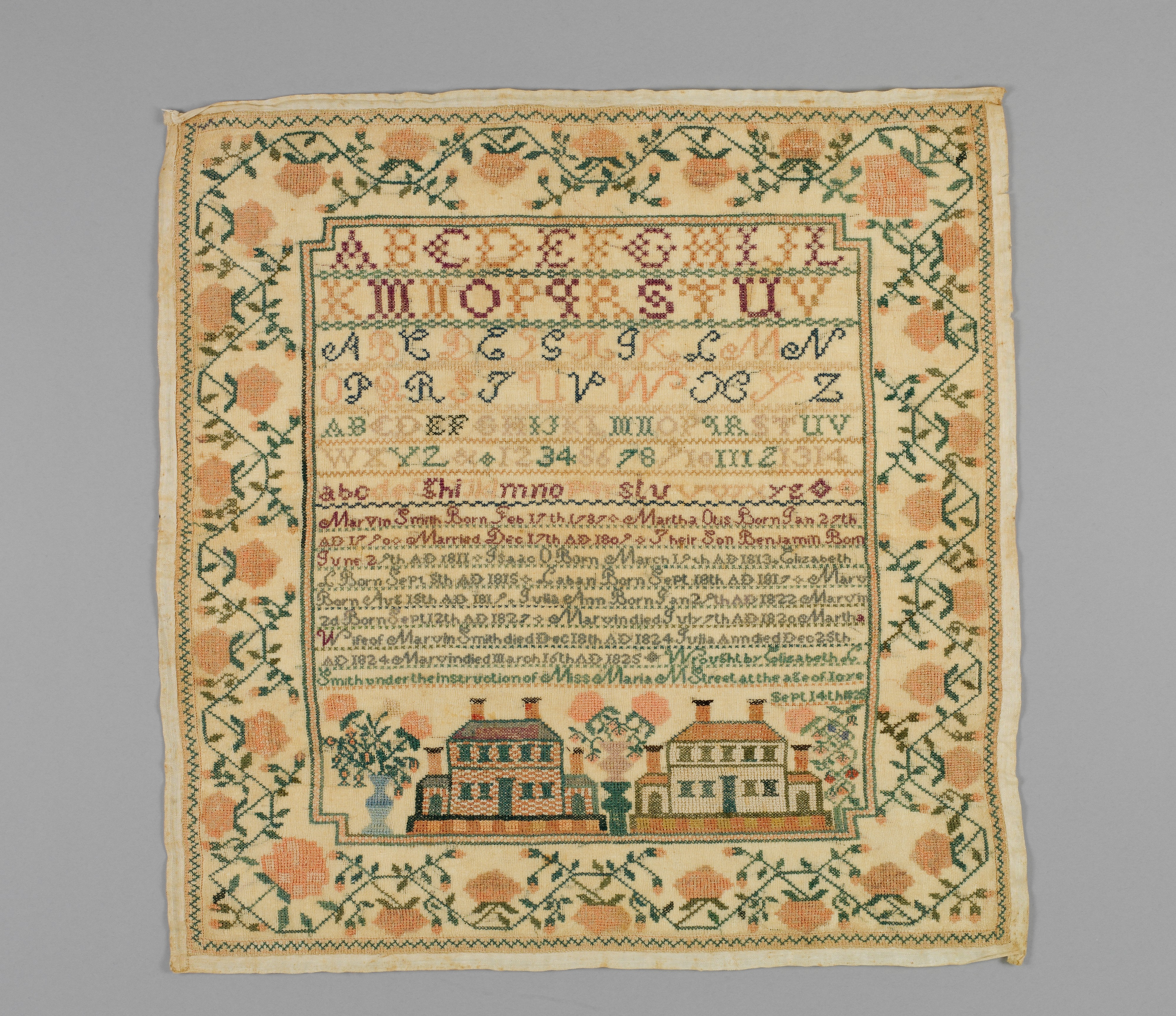
Un sampler americano datato 1825

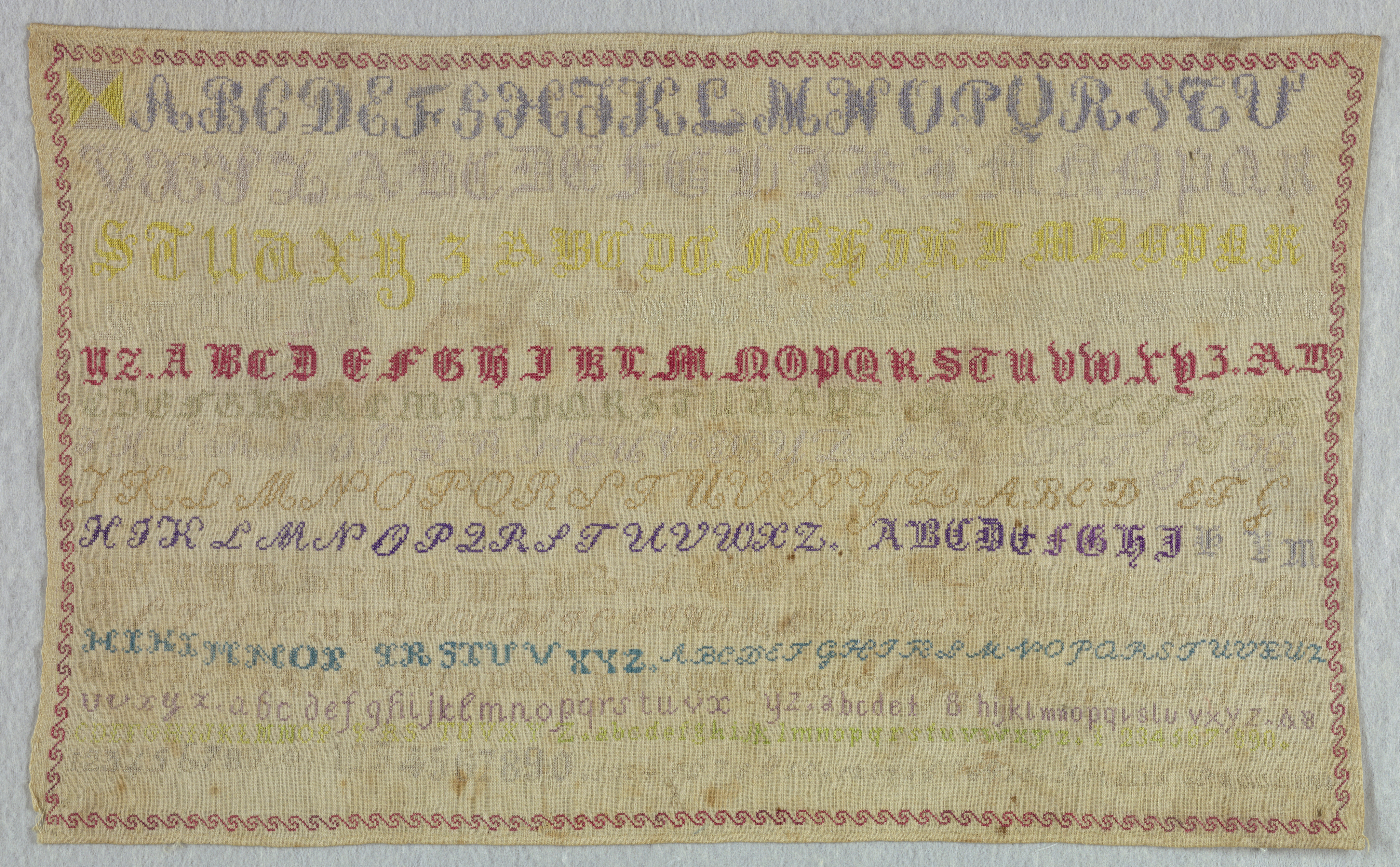
Un imparaticcio italiano di fine 1800

L'imparaticcio è un pezzo di tela su cui sono stati eseguiti dei punti o dei motivi a ricamo e che era utilizzato in passato come metodo di annotazione dei punti, come mezzo per l'apprendimento o come esempio per mostrare l'abilità dell'autore.
Nel mondo anglosassone è usato il termine sampler che deriva dal francese antico essamplaire a sua volta derivante dal termine latino exemplum. In francese viene invece chiamato marquoir perché vi sono elencate lettere e motivi usati per "marcare" la biancheria.

## Storia
L'utilizzo dell'imparaticcio è comune a tutte le culture in cui si è diffuso il ricamo, uno degli esemplari più antichi di imparaticcio è custodito al Metropolitan Museum of Art di New York, il cosiddetto Nasca Sample risale al II secolo AC, esempi di imparaticci copti risalenti al XIII secolo sono stati rinvenuti in sepolture in Egitto, negli inventari di Giovanna di Castiglia si trovavano oltre 50 muestrarios di seta lavorati in filo d'oro.
I primi imparaticci europei erano destinati ad un uso esclusivamente privato erano infatti semplici pezzi di tessuto rettangolari, a volte delle strette strisce di tessuto che potevano essere arrotolate, e riportavano in modo casuale singoli punti, disegni o bordure, erano usati come prove e come spunto per altri lavori e per tenere traccia dei punti e dei motivi, spesso erano tramandati da madre in figlia. Uno dei più antichi e il primo a riportare una data di esecuzione è il sampler di Jane Bostocke datato 1589 e conservato al Victoria and Albert Museum a Londra, è un rettangolo di lino con motivi, disegni e lettere ricamati in filo colorato.
Fanno parte di questa tipologia anche gli imparaticci del Marocco chiamati chelliga che si diffusero tra il XVIII e gli inizi del XIX secolo e che erano però utilizzati per mostrare le capacità dell'esecutore agli insegnanti e ai potenziali clienti.
Nella letteratura dell'epoca Tudor e successiva vi sono numerose citazioni del sampler, la prima citazione è di John Skelton (Garlande of Laurell), è citato da Robert Herrick nelle Hesperides (nella poesia "Wounded Heart"), Shakespeare ne parla nel Sogno di una notte di mezza estate (atto 3, scena 2), ne La Tragedia di Tito Andronico (Atto 2, scena 4) descrive Filomela impegnata nella realizzazione di un sampler ("Fair Philomela, she but lost her tongue, And in a tedious sampler sew’d her mind:").
A partire dalla seconda metà del XVI/inizio XVII secolo si inizia a considerare la realizzazione dell'imparaticcio una fase dell'apprendimento del ricamo, divengono più regolari e "ordinati" fino a diventare un mezzo per mostrare le capacità e l'abilità di chi lo ha realizzato e ad essere collezionati come una sorta di campionario di punti e disegni, a volte venivano incorniciati e appesi.
Il materiale più diffuso su cui erano realizzati era il lino sbiancato o grezzo, il filo utilizzato per il ricamo era lino, cotone o più raramente seta. Dato l'elevato costo del tessuto i disegni e le bordure venivano ricamati lasciando poco spazio vuoto tra un motivo e l'altro. Tra i primi tipi di sampler, vi sono i cosiddetti band sampler nei quali erano ricamati tratti di bordure diverse in modo molto ravvicinato. I motivi delle bordure sono spesso di origine italiana e richiamano disegni rinascimentali, arabeschi, grottesche, viti, foglie di acanto o si ispirano a temi usati nei tappeti originari dall'Anatolia e dal Caucaso. Vengoni ripresi e adattati i motivi dei mosaici romani emersi dagli scavi archeologici del XVI secolo.
Intorno al XVII secolo la creazione dei sampler diviene un filone a sé dell'arte del ricamo, rimangono pochi esemplari di quel periodo benché se ne trovino citazioni negli inventari e in altri documenti.
Negli imparaticci del XVII/XVIII secolo si ritrovano sempre più spesso ricamati la data di realizzazione, il nome e talvolta l'età dell'esecutore. Sono raramente realizzati da donne adulte,  vengono infatti realizzati per insegnare il ricamo a bambine e adolescenti, gli imparaticci di quel periodo hanno a volte piccoli errori, tracce di rifacimenti o mostrano sperimentazioni con colori e motivi diversi. In quest'epoca continuano ad essere usati anche come campionario dei punti perché i libri con punti e motivi del ricamo erano ancora rari e molto costosi.
I disegni sono spesso di origine rinascimentale, adattamenti di putti e altre figure umane o disegni ricavati da "Les Singuliers et Nouveaux Pourtraicts" di Federico de Vinciolo, uno dei più celebri libri di motivi a ricamo dell'epoca. Tra gli ultimi anni del 1600 e la metà del 1700 appare la figura umana del "boxer" così chiamata perché sembra in posa da pugile, spesso nel braccio sollevato tiene un fiore o un frutto.
Dalla metà del XVII secolo i sampler riportano sempre più spesso le lettere dell'alfabeto sia maiuscole sia minuscole, a volte in ordine invertito, talvolta senza la J e la U assenti nell'alfabeto latino dell'epoca e sostituite da I e V, a volte la "s" è quella tipografica dell'epoca somigliante ad una f minuscola  vengono chiamati talvolta "marking sampler" perché l'apprendimento delle lettere era necessario per poter ricamare le iniziali sulla biancheria intima e domestica.
I sampler dell'area protestante iniziano a riportare brevi versi di natura religiosa oppure frasi ammonitorie, talvolta persino intimidatorie, o che inneggiano all'operosità, a volte riportano i comandamenti o interi versetti della Bibbia. Questo genere di sampler si diffonde nelle colonie britanniche del Nordamerica. Vi sono esemplari di sampler su cui sono riportati i dati della famiglia, la genealogia e le date di nascite, matrimoni e decessi.
Nel XVIII secolo gli imparaticci iniziano sempre più a diventare oggetti decorativi, la forma del sampler è raramente a striscia e sempre più spesso quadrata e il sampler diventa una composizione finita, spesso con una bordura che incornicia il disegno. Lettere e numeri sono sempre presenti ma si affiancano di frequente a motivi di tipo domestico, case con il giardino, animali domestici, alberi da frutta ed edifici come mulini a vento, colombaie e simili. Come materiale la lana rimpiazza il lino, il punto più diffuso diventa il punto croce. Appaiono anche motivi geografici, mappe locali ma a volte del mondo intero, del sistema solare o delle costellazioni.
Nel XIX secolo, con la progressiva diffusione degli schemi del "Berlin work" (mezzo punto), l'imparaticcio tende a tornare un mero strumento di esercizio usato a scuola e negli orfanotrofi nelle ore di economia domestica. I sampler di quest'epoca divengono meno colorati e meno creativi, numerosi sono gli esempi dell'epoca di imparaticci monocolori, spesso ricamati in rosso.

## Musei e collezioni
Diversi musei hanno collezioni di imparaticci del passato, tra i più celebri il Metropolitan Museum, il Victoria and Albert Museum, il Rijksmuseum di Amsterdam, in Italia se ne trovano ai Museo del Bargello e in diversi musei etnografici o dedicati al tessile.
Pur essendo spesso oggetti senza particolare valore materiale o artistico, di difficile datazione e a volte impossibili da collocare geograficamente perché provenienti da collezioni famigliari, gli imparaticci sono stati eseguiti per centinaia di anni e testimoniano una parte della storia dell'educazione e del lavoro femminile nei secoli.

## Alcuni esempi

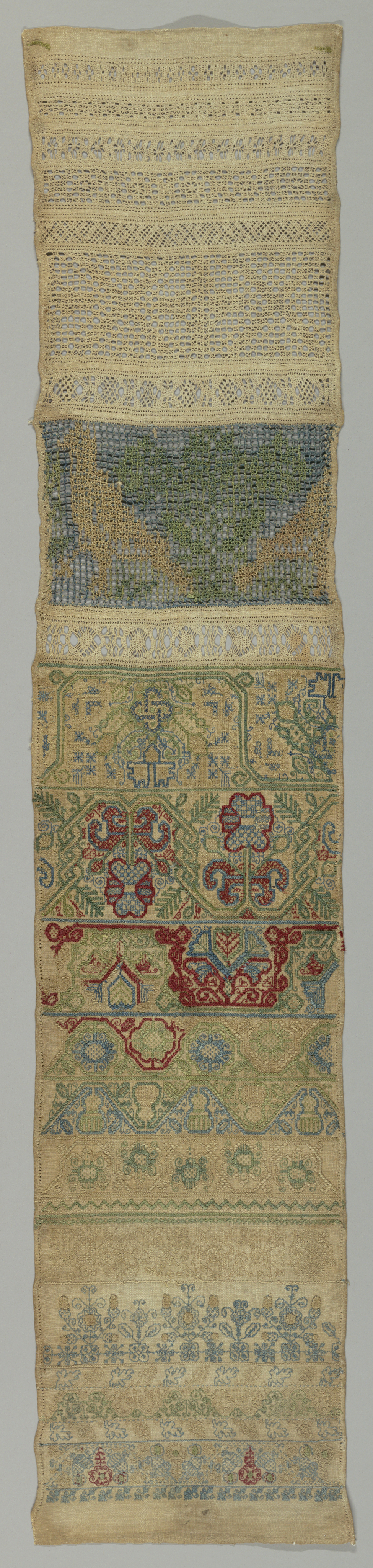
Un esempio di band sampler del XVII secolo
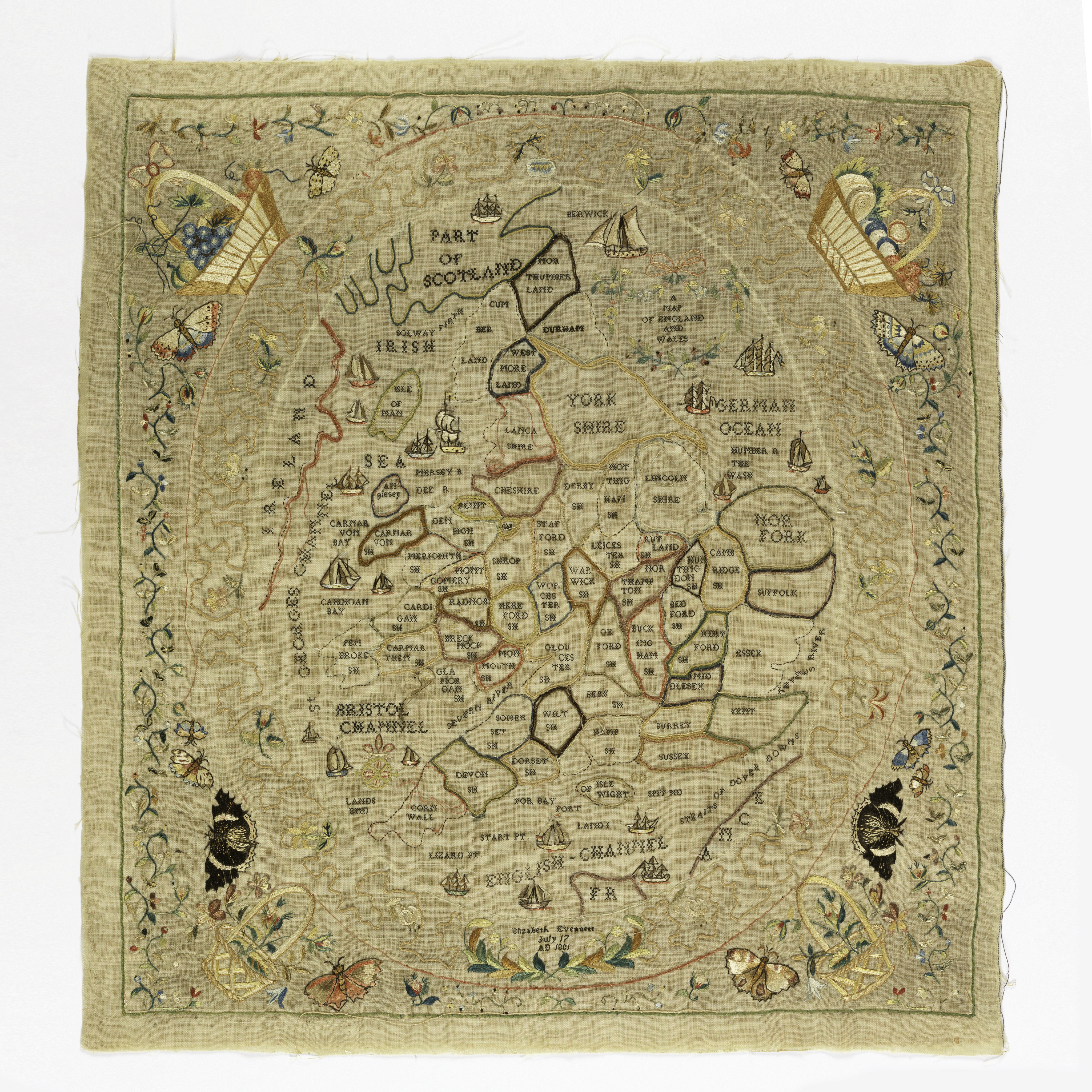
Un esempio di sampler datato 1801 con una mappa
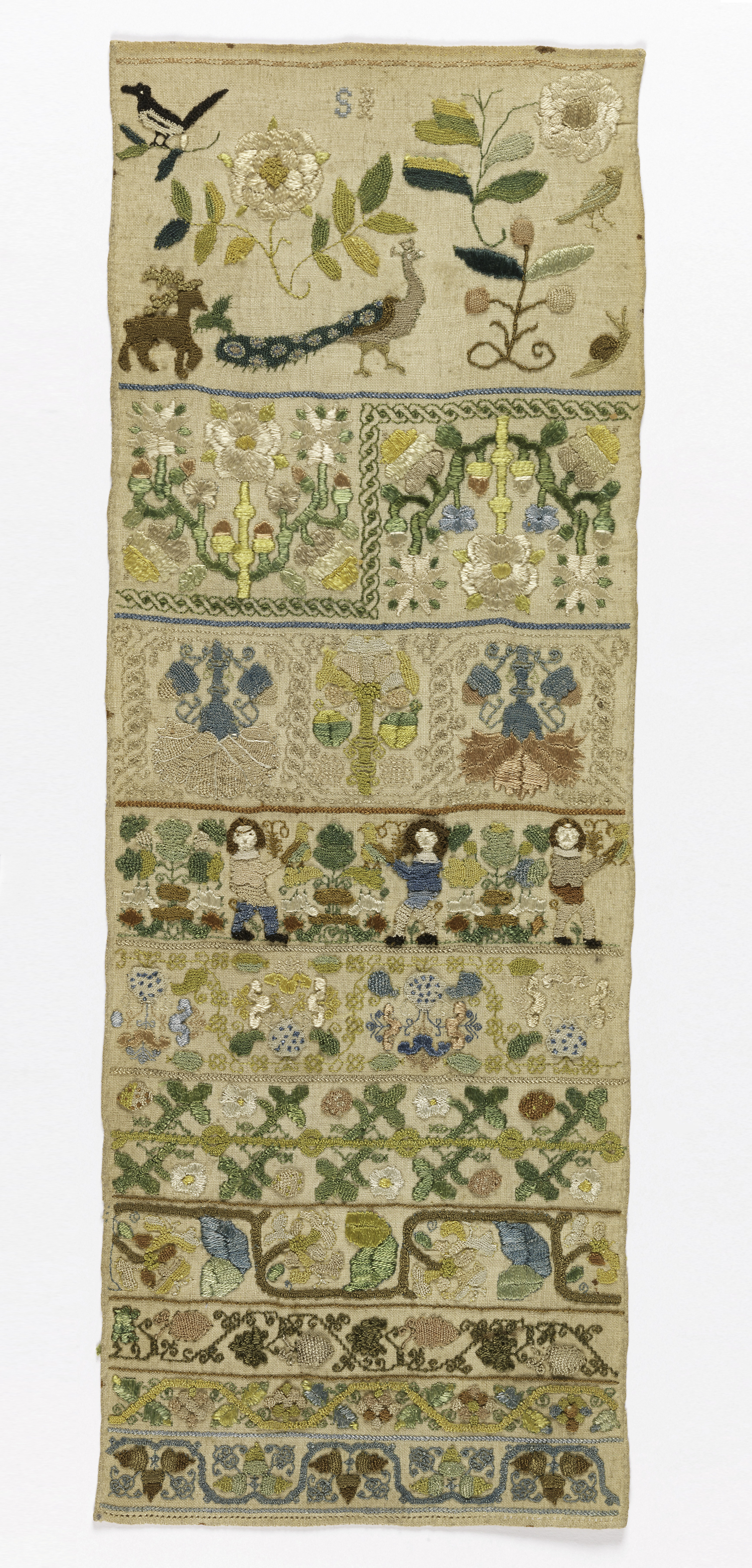
Un sampler di fine XVII secolo con i "boxer" nella fascia centrale
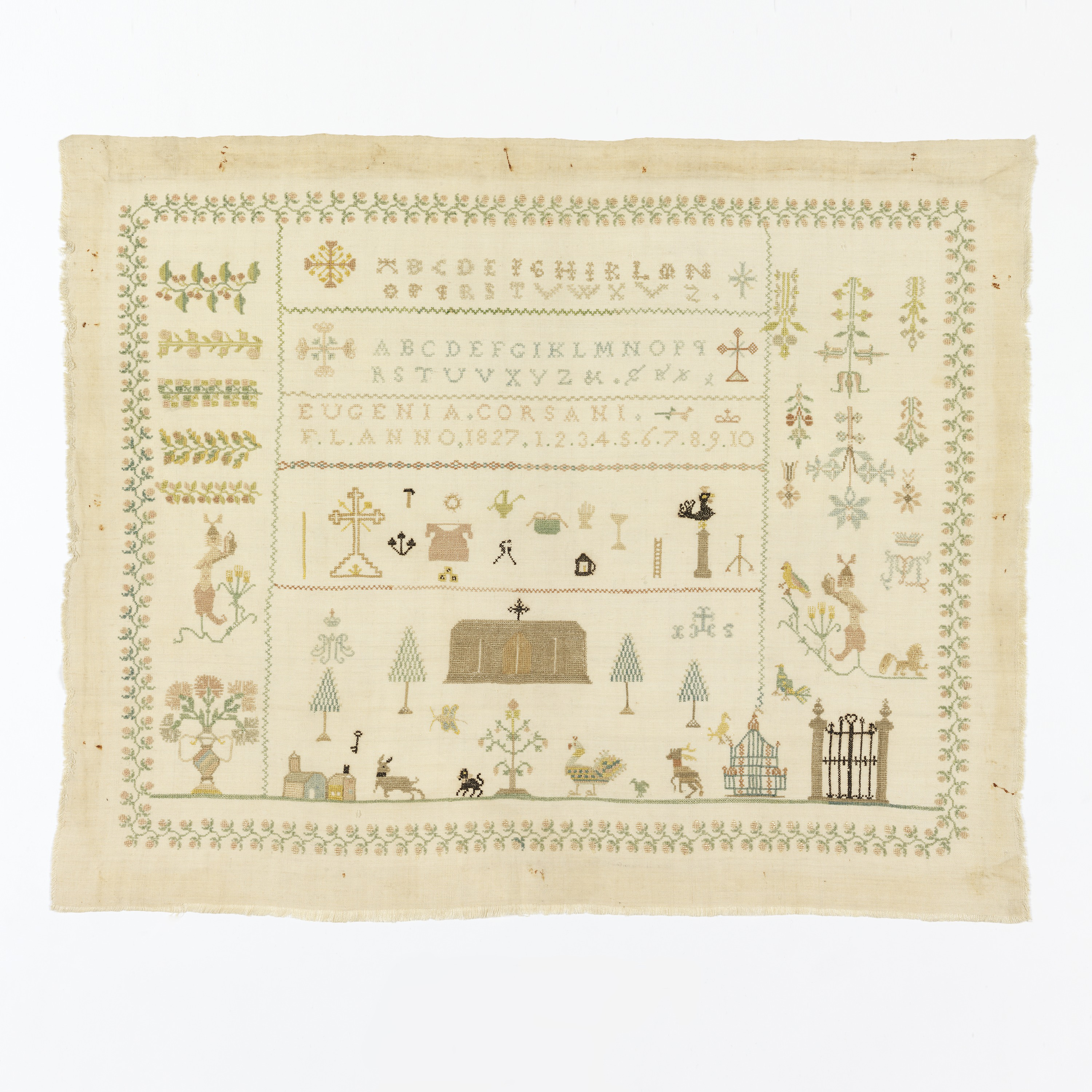
Un imparaticcio italiano datato 1827